# Jona Efoloko
Jona Efoloko (ur. 23 września 1999 w Kinszasie) – brytyjski lekkoatleta specjalizujący się w biegach sprinterskich.
Odniósł wiele sukcesów w zawodach juniorów, m.in. był złotym medalistą w biegu na 200 metrów na mistrzostwach świata juniorów w 2018 w Tampere.
Jako senior był rezerwowym zawodnikiem w sztafecie 4×100 metrów na igrzyskach olimpijskich w 2020 w Tokio. Zdobył w 2022 trzy medale w sztafecie 4 × 100 metrów: brązowy na mistrzostwach świata w Eugene oraz złote na igrzyskach Wspólnoty Narodów w Birmingham i na mistrzostwach Europy w Monachium.

## Osiągnięcia
| Rok  | Impreza                                 | Miejsce    | Konkurencja        | Lokata     | Wynik         | Reprezentacja |
| ---- | --------------------------------------- | ---------- | ------------------ | ---------- | ------------- | ------------- |
| 2016 | Mistrzostwa Europy juniorów młodszych   | Tbilisi    | bieg na 200 m      | 1. miejsce | 21,15         | GBR           |
| 2017 | Mistrzostwa Europy juniorów             | Grosseto   | bieg na 200 m      | 2. miejsce | 20,92         | GBR           |
| 2018 | Mistrzostwa świata juniorów             | Tampere    | bieg na 200 m      | 1. miejsce | 20,48         | GBR           |
| 2019 | Młodzieżowe mistrzostwa Europy          | Gävle      | sztafeta 4 × 100 m | –          | DNF           | GBR           |
| 2022 | Mistrzostwa świata                      | Eugene     | sztafeta 4 × 100 m | 3. miejsce | 37,83         | GBR           |
| 2022 | Igrzyska Wspólnoty Narodów              | Birmingham | sztafeta 4 × 100 m | 1. miejsce | 38,35         | ENG           |
| 2022 | Mistrzostwa Europy                      | Monachium  | sztafeta 4 × 100 m | 1. miejsce | 37,67         | GBR           |
| 2023 | Mistrzostwa świata                      | Budapeszt  | sztafeta 4 × 100 m | 4. miejsce | 38,01 (elim.) | GBR           |
| 2024 | World Athletics Relays                  | Nassau     | sztafeta 4 × 100 m | 5. miejsce | 38,45         | GBR           |
| 2024 | Mistrzostwa Europy                      | Monachium  | bieg na 200 m      | półfinał   | 20,73         | GBR           |
| 2024 | Mistrzostwa Europy                      | Monachium  | sztafeta 4 × 100 m | eliminacje | 39,60         | GBR           |
| 2025 | World Athletics Relays                  | Kanton     | sztafeta 4 × 100 m | –          | DNF           |               |
| 2025 | I dywizja drużynowych mistrzostw Europy | Madryt     | sztafeta 4 × 100 m | 3. miejsce | 38,33         | GBR           |

## Rekordy życiowe
Rekordy życiowe Efoloko:
- Bieg na 60 metrów (hala) – 6,63 (4 lutego 2023, Londyn)
- Bieg na 100 metrów – 10,19 (26 sierpnia 2024, Londyn) / 10,12w (25 czerwca 2022, Manchester)
- Bieg na 200 metrów (stadion) – 20,42 (3 sierpnia 2025, Birmingham)
- Bieg na 200 metrów (hala) – 21,13 (16 lutego 2020, Sheffield)